# Raveniella apopsis
Espèce
Raveniella apopsis est une espèce d'araignées aranéomorphes de la famille des Anapidae.

## Distribution
Cette espèce est endémique de Nouvelle-Galles du Sud  en Australie. Elle se rencontre dans le parc national de la Nouvelle-Angleterre.

## Description
Le mâle holotype mesure 0,88 mm et la femelle paratype mesure 1,04 mm.

## Publication originale
- Rix, Harvey & Roberts, 2010 : A revision of the textricellin spider genus Raveniellan(Araneae: Araneoidea: Micropholcommatidae): exploring patterns of phylogeny and biogeography in an Australian biodiversity hotspot. Invertebrate Systematics, vol. 24, p. 209-237.